# Thomas Rasmussen (fodboldspiller)
 Der er flere personer med dette navn, se Thomas Rasmussen.
Thomas Rasmussen (født 16. april 1977), kendt som Thomas Schultz fra 1998 til 2003, er en dansk tidligere professionel fodboldspiller, der spillede som venstre back og midtbane, sidst for Lyngby BK. Han har spillet otte kampe som offensiv midtbane eller back for Danmarks fodboldlandshold.

## Karriere
Thomas Rasmussen blev født på Frederiksberg i København, og startede sin karriere i den mindre danske klub Glostrup IF 32. Han fik debut på det danske U-19 landshold i juli 1996, og flyttede udenlands for at spille for K. Sint-Truidense V.V. i Belgien. Han vendte dog tilbage til Danmark for at spille for en amatørklub i Birkerød. Da han blev gift i 1998 tog han sin kones efternavn, hvorfor han ændrede navn til Thomas Schultz.
I 2000 fik Rasmussen debut for Farum BK i den danske 1. division. Han hjalp Farum til oprykning til Superligaen i 2002, og i den efterfølgende sæson i Superligaen spillede Rasmussen 31 af 33 ligakampe, hvori han scorede fem mål.

### Hansa Rostock
Han fik debut for det danske landshold i 2003, og sommeren samme år flyttede han til Tyskland for at spille for Hansa Rostock den den bedste tyske række, Bundesligaen. I Rostock spillede Rasmussen sammen med en anden dansker, Kim Madsen. I august 2003 ændrede Schultz navn tilbage til Rasmussen på Hansa Rostocks initiativ. Han havde aldrig juridisk ændret sit efternavn, og Rostock ville have ham til at bruge det navn, der står på hans dåbsattest; Thomas Rasmussen.
I sin første sæson i Rostock spillede Rasmussen 28 af 34 ligakampe og scorede tre mål, noget der hjalp Rostock til at slutte på 9. pladsen. Han blev kaldt op til landsholdet en gang mere, og spillede sin anden landsholdskamp i april 2004. I Bundesliga-sæsonen 2004-05 spillede Rasmussen 31 ligakampe og scorede fire mål, men Rostock sluttede som nummer 17 og rykkede ned i 2. Bundesliga.

### Brøndby IF
Efter at have spillet to år for Hansa Rostock i Bundesligaen, flyttede Rasmussen tilbage til Danmark i august 2005 for at spille for de forsvarende danske mestre Brøndby IF. I Brøndby spillede Rasmussen sammen med sin tidligere Rostock-holdkammerat, Marcus Lantz.
Han var en af de tre prøvesager der blev taget op af Spillerforeningen i den såkaldte Feriepengesag. Hans sag endte med at koste Brøndby IF et millionbeløb.[kilde mangler]

### Lyngby BK
Den 1. januar 2012 skiftede Rasmussen Brøndby IF ud med Lyngby BK.
I maj 2013 meddelte Thomas Rasmussen, at han ville stoppe efter sit kontraktudløb i juli måned. Han kommenterede efterfølgende: "Det er altid lidt trist, når man forlader et sted, hvor man har været glad for at være. Og jeg har været rigtig glad for at være i Lyngby. Det har været en fin klub for mig, og jeg har været glad for min tid der. Men nu er mine ting pakket sammen, og jeg ser fremad.."

## Titler
- Landspokalturneringen
  - Vinder (1): 2007-08
- Royal League
  - Vinder (1): 2006-07